# Joel Edmundson
Joel Edmundson (ur. 28 czerwca 1993 w Brandon, Manitoba, Kanada) – hokeista kanadyjski, gracz ligi NHL, reprezentant Kanady.

## Kariera klubowa
- Moose Jaw Warriors (2010 - 6.12.2012)
- Kamloops Blazers 6.12.2012 - 6.03.2013)
- St. Louis Blues (6.03.2013 - nadal)
  -  Chicago Wolves (2013 - 2015)

## Kariera reprezentacyjna
- Reprezentant Kanady na MŚ w 2018

## Sukcesy
Klubowe
- Puchar Stanleya z zespołem St. Louis Blues w sezonie 2018-2019